# 1814 en architecture
| Années de l'architecture : 1811 - 1812 - 1813 - 1814 - 1815 - 1816 - 1817    |
| Décennies de l'architecture : 1780 - 1790 - 1800 - 1810 - 1820 - 1830 - 1840 |

Cet article présente les faits marquants de l'année 1814 en architecture.

## Réalisations
- États-Unis : construction de Casselman Bridge dans le Maryland.

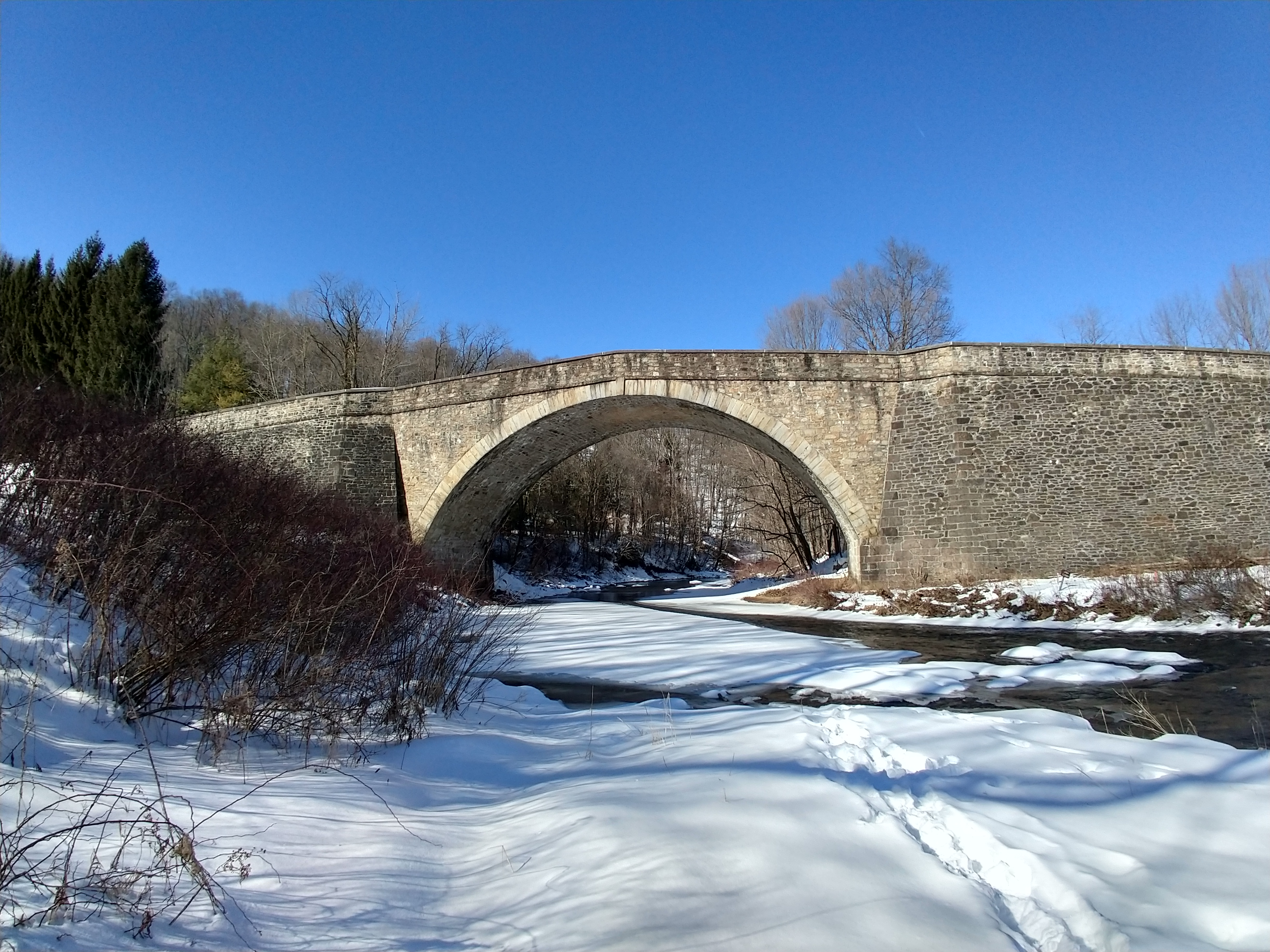
Casselman Bridge en février 2021.

## Récompenses
- Prix de Rome : Charles Henri Landon et Louis Destouches premiers grand prix ex æquo.

## Naissances
- 27 janvier : Eugène Viollet-le-Duc († 17 septembre 1879).